# Hydrométéorologie
L’hydrométéorologie est la spécialité en météorologie qui étudie les phases atmosphérique et terrestre du cycle hydrologique, en mettant l'accent sur leur interaction. Elle se concentre sur les interactions entre le cycle de l'eau et l'atmosphère, pour mieux comprendre et prédire la formation des précipitations, leur distribution dans les bassins hydrologiques, leurs effets en termes de ruissellement vers les points d'eau ou les cours d'eau, et en termes d'échanges d'énergie avec l'atmosphère.
Elle s'intéresse aussi aux liens entre le sol et les grandes quantités d'énergie et d’eau qui y sont plus ou moins durablement fixées, qui modulent le cycle diurne et annuel de la température, constituent un stock d'eau alimentant l'évapotranspiration et régularisant le cycle hydrologique planétaire. L’hydrométéorologie relie ainsi l’hydrologie des continents, la météorologie, la climatologie des régions et l’agrométéorologie. Ses études et prévisions peuvent influencer l'écologie, l'économie et la sécurité publique.

## Études
L'hydrométéorologie étudie et cherche à modéliser par exemple : 
- le rôle de l'eau dans le bilan énergétique de surface de la Terre, et le bilan radiatif de la planète. Elle cherche à comprendre le cycle hydrologique terrestre, globalement, et en le décomposant en processus ponctuels et/ou locaux, plus ou moins saisonniers, en lien avec les processus à l’œuvre dans le bassin versant ;
- la manière dont les cycles hydrologiques, saisonniers et climatiques interagissent avec les flux d'énergie de surface ;
- le bilan énergétique résultant des interactions entre les flux de chaleur (sensible et latente) dans l'atmosphère avec le stockage de chaleur dans le sol et les mers, chaleur résultant du mélange plus ou moins turbulent de l'air et de la vapeur d'eau, jusque dans la haute atmosphère ;
- les effets de l'évapotranspiration et de l'humidité du sol (qui influent la répartition du rayonnement en flux de chaleur (sensible et latente), en modifiant la couche limite atmosphérique.

## Services
Étant donné les liens théoriques et pratiques unissant la météorologie et l'hydrologie, un certain nombre de pays ont chargé leurs services météorologiques nationaux d'étendre leur activité à l'hydrologie opérationnelle. C'est le cas, par exemple, de Météo-France et du National Weather Service américain. 
Les services d'hydrométéorologie vont ainsi non seulement prévoir les quantités de pluie ou de neige qui tomberont sur les différents bassin des rivières mais également émettent des veilles ou avertissements lorsque ces précipitations menaceront de faire déborder les cours d'eau. Pour faire ces prévisions, ils utiliseront non seulement la prévision météorologique mais également la modélisation du débit des cours d'eau, les données de flux des de ces derniers, des quantités de pluie tombées et de toutes autres données annexes.  

## Instrumentation
Plusieurs instruments d’observations météorologiques sont utilisés dont les pluviomètres/nivomètres classiques, les satellites météorologiques et les radars météorologiques, pour faire une analyse statistique de la distribution des pluies/neiges. En plus, les prévisions numériques du temps servent comme champ d’analyse initial pour corriger les données d’observations qui sont matériellement limitées,,. Finalement, il est tenu compte de la couverture de neige et de sa fonte.